# Dichorragia formosanus
Dichorragia formosanus är en fjärilsart som beskrevs av Hans Fruhstorfer 1909. Dichorragia formosanus ingår i släktet Dichorragia och familjen praktfjärilar. Inga underarter finns listade i Catalogue of Life.